# أمير أباد (فاروج)
أمير أباد (بالفارسية: امیرآباد) هي مستوطنة تقع في Sangar Rural District في إيران. يقدر عدد سكانها بـ 325 نسمة بحسب إحصاء 2016.